# Logický obvod
Logický obvod je elektronický obvod, který pracuje s diskrétními stavy. Jsou tvořeny tzv. logickými členy (nazývanými též hradla). Z logických obvodů se skládají číslicové systémy.
Logické obvody se dělí na kombinační logické obvody a sekvenční logické obvody. Kombinační obvody jsou takové obvody, u kterých jsou hodnoty výstupních proměnných pouze funkcí hodnot vstupních proměnných. Výstupní hodnoty tedy závisejí pouze na kombinaci vstupních hodnot. Naopak sekvenční obvody jsou obvody, u kterých výstupní hodnoty závisejí nejen na kombinaci hodnot vstupních, ale také na určité posloupnosti (sekvenci) předchozích vstupních hodnot, která je uchovávána jako tzv. vnitřní stav obvodu (mají tedy paměť).

## Rozdíl od analogových obvodů a komparátorů
Na rozdíl od analogových elektronických obvodů, které jsou založené na spojité formě informace (mechanické ručičkové hodiny), v logických obvodech je informace reprezentována a zpracovávána v podobě diskrétní (digitální hodiny). Součástky v logických obvodech (např. tranzistory) pracují z principu analogově. Jsou však používány ve spínacím režimu, který umožňuje se od jejich analogové povahy abstrahovat a pracovat s nimi, jako by byly diskrétní.
Na hranici analogových a číslicových elektronických obvodů je např. komparátor, který jako výsledek porovnání dvou analogových napětí vrátí logickou hodnotu, nebo A/D a D/A převodníky, které převádějí analogové veličiny do číslicové podoby a naopak. Převodem analogové veličiny do digitální podoby dochází k zaokrouhlení a vzniká tzv. kvantizační šum. Logické obvody lze realizovat nejen elektronicky, ale též na elektromechanickém, čistě mechanickém, optickém nebo jiném principu. Proti převažující elektronice mají ale dnes tyto realizace zanedbatelný význam.